# Арабоджагы
Арабоджагы (азерб. Ərəbocağı) — село в Пиркекинском административно-территориальном округе Агдашского района Азербайджана.

## Этимология
Название происходит от этнонима «араб» и слова «оджаг» (с азерб. — «священное место»). Село названо так из-за расположенного неподалеку одноимённого святилища.

## История
Село Араб-оджаги в 1913 году согласно административно-территориальному делению Елизаветпольской губернии относилось к Шекилинскому сельскому обществу Арешского уезда.
В 1926 году согласно административно-территориальному делению Азербайджанской ССР село относилось к дайре Халдан Нухинского уезда.
После реформы административного деления и упразднения уездов в 1929 году был образован Кошаковагский сельсовет в Агдашском районе Азербайджанской ССР.
Согласно административному делению 1961 и 1977 года село Арабоджагы входило в Кошаковагский сельсовет Агдашского района Азербайджанской ССР. Позже село передано в состав Пиркекинского сельсовета.
В 1999 году в Азербайджане была проведена административная реформа и внутри нового Арабоджагинского административно-территориального округа был учреждён Арабоджагинский муниципалитет Агдашского района. В 2014 году муниципалитет вместе с АТО был упразднен, а территория передано Пиркекинскому муниципалитету.

## География
Арабоджагы расположены на берегу Верхне-Ширванского канала.
Село находится в 4 км от центра муниципалитета Пиркекя, в 13 км от райцентра Агдаш и в 251 км от Баку. Ближайшая железнодорожная станция — Ляки.
Село находится на высоте 85 метров над уровнем моря.

## Население
| Численность населения | Численность населения | Численность населения | Численность населения |
| 1886                  | 1989                  | 1999                  | 2009                  |
| --------------------- | --------------------- | --------------------- | --------------------- |
| 406                   | ↗800                  | ↗853                  | ↗952                  |

В 1886 году в селе проживало 406 человек, все — азербайджанцы, по вероисповеданию — мусульмане-сунниты.
Население преимущественно занимается растениеводством и животноводством.

## Климат
| Показатель                                                                                          | Янв. | Фев. | Март | Апр. | Май  | Июнь | Июль | Авг. | Сен. | Окт. | Нояб. | Дек. | Год  |
| --------------------------------------------------------------------------------------------------- | ---- | ---- | ---- | ---- | ---- | ---- | ---- | ---- | ---- | ---- | ----- | ---- | ---- |
| Средний суточный максимум, °C                                                                       | 6,9  | 8,2  | 12,5 | 20,4 | 25,4 | 29,7 | 33,5 | 32,2 | 28,0 | 20,8 | 14,2  | 9,0  | 20,0 |
| Средняя температура, °C                                                                             | 2,9  | 4,2  | 8,0  | 14,6 | 19,5 | 23,8 | 27,2 | 26,0 | 22,2 | 15,7 | 10,1  | 5,0  | 14,9 |
| Средний суточный минимум, °C                                                                        | −1   | 0,2  | 3,6  | 8,9  | 13,7 | 18,0 | 21,0 | 19,9 | 16,4 | 10,7 | 6,0   | 1,1  | 9,9  |
| Норма осадков, мм                                                                                   | 24   | 29   | 34   | 43   | 59   | 47   | 25   | 28   | 28   | 58   | 34    | 26   | 435  |
| Источник: https://en.climate-data.org/asia/azerbaijan/agdas-rayonu/%C9%99r%C9%99bocag%C4%B1-955078/ |      |      |      |      |      |      |      |      |      |      |       |      |      |

Среднегодовая температура воздуха в селе составляет +14,9 °C. В селе семиаридный климат.

## Инфраструктура
В советское время близ села располагалась молочно-товарная форма.
В селе расположены средняя школа, мечеть, больница, амбулатория, библиотека.